# میشل دوهرتی
میشل دوهرتی (انگلیسی: Michelle Doherty؛ زادهٔ ۱ ژانویهٔ ۱۹۷۸) بازیگر و دی‌جی اهل جمهوری ایرلند است.